# Aura Twarowska

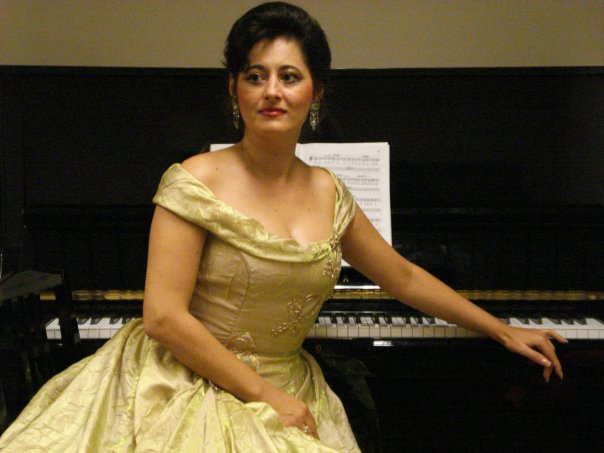
Aura Twarowska (2011)

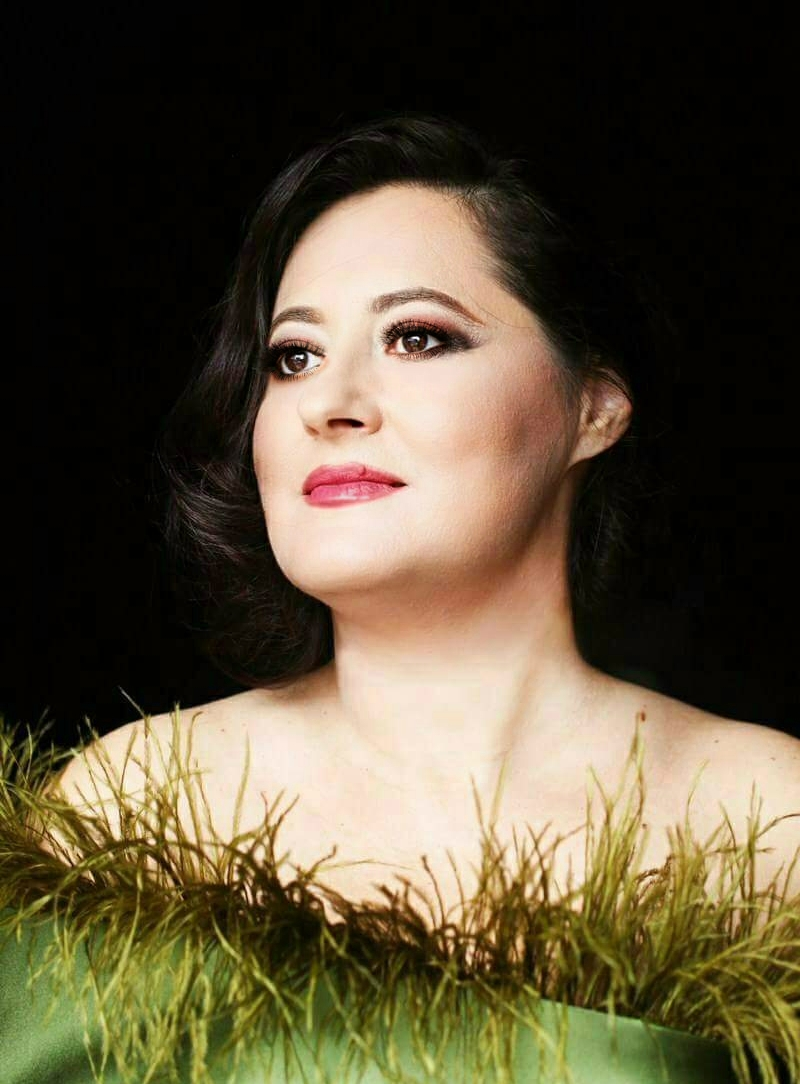
Aura Twarowska (2019)

Aura Twarowska (* 1967 in Lugoj, Rumänien als Aurora Eleonora Avram) ist eine rumänische Mezzosopranistin. Sie wirkte von 1997 bis 2010 als Solistin an der Nationaloper Timișoara und von 2007 bis 2017 im Ensemble der Wiener Staatsoper.

## Leben
Aura Twarowska begann ihre musikalische Laufbahn im Alter von sechs Jahren mit Klavier-, Mandolinen- und Gesangsunterricht in ihrer Heimatstadt Lugoj. Nach Beendigung der Ausbildung am Lyzeum Coriolan Brediceanu in Lugoj, bestand sie als eine der Besten die Aufnahmeprüfung für das Wirtschaftsstudium an der Universität in Timișoara. Während des Wirtschaftsstudiums wurde sie Mitglied des Chores der Philharmonie Banatul Timisoara, unter der Leitung des Maestro Diodor Nicoara. Es folgte ein Gesangsstudium an der neugegründeten Musikfakultät der Universität Timișoara. Danach absolvierte sie mit Diplom ein Masterstudium im Fach Oper bei Georgeta Stoleriu, an der Musikuniversität Bukarest. Nach einer mehrjährigen Unterbrechung beendete sie das Studium an der Fakultät für Wirtschaftswissenschaften „Ion Slavici“ in Timișoara, mit Schwerpunkt Buchhaltung und Wirtschaftsinformation und erhielt nach Verteidigung der Diplomarbeit mit dem Thema „Analyse des Kulturmarketings und der Marketing-Politik an der Nationaloper Timișoara“ ein Diplom für Wirtschaftswissenschaften. Seit dem 29. April 2010 ist sie Doktor der Musik. Diesen Titel erreichte sie mit der Höchstnote. Die Promotion erfolgte an der Nationalen Musikuniversität Bukarest, aufgrund der Verteidigung einer Arbeit, die ihre beiden Qualifikationen vereinte, zum Thema „Eine Vision über die Musiktheaterstrukturen aus der Perspektive des Managements“ (wissenschaftlicher Koordinator – Grigore Constantinescu). Seit Oktober 2010 ist sie Universitätsdozentin an der Musikuniversität in Temeswar. Aura Twarowska debütierte an der Oper in Timișoara in der Titelrolle der Oper Carmen von Georges Bizet im Jahr 1999. Ihre künstlerische Karriere wurde durch zahlreiche Opernrollen und vokal-symphonischer Partien bereichert, durch die ihre Stimme auf den Opern- und Konzertbühnen Rumäniens bekannt wurde. Internationale Tourneen und Gastspiele haben dazu beigetragen, dass sie im Jahr 2007 ein Engagement als Solistin an der Wiener Staatsoper erhielt. Als Mitglied dieses Ensembles debütierte sie im Herbst 2007 in Shanghai, bei der Asientournee der Wiener Staatsoper, unter dem Dirigat von Seiji Ozawa, als Marcellina, in der Oper Le nozze di Figaro von Wolfgang Amadeus Mozart.

## Preise
- Großer Preis beim nationalen Wettbewerb Sabin Dragoi in Timișoara, Rumänien, 1997
- 2. Preis und Mihail Jora-Preis der Vereinigung der Musikkritiker, beim Nationalen Liedwettbewerb Ionel Perlea in Slobozia, Rumänien, 1997
- 2. Preis beim internationalen Wettbewerb Nicolae Bretan in Cluj, Rumänien, 1998
- 2. Preis beim internationalen Wettbewerb Ondina Otta in Maribor, Slowenien und Sonderpreis des internationalen Sommerfestivals in Ljubljana, Slowenien, 1999
- 3. Preis und Sonderpreis der Nationaloper Bukarest, beim Wettbewerb Magda Ianculescu in Bukarest, 1999
- Finalistin des internationalen Wettbewerbs Tomaz Alcaide, Portugal, 2000

## Auszeichnungen
- 2004, ausgezeichnet vom rumänischen Staatspräsidenten mit dem Kulturellen Verdienstorden – Ritter der Künste mit Offiziersgrad.
- 2004, Pro Cultura – Preis, verliehen von der Präfektur des Kreises Timiș, für besondere Verdienste im Promovieren der regionalen Kultur.
- 2009, Iosif Constantin Dragan – Preis, verliehen vom Bürgermeister der Stadt Lugoj, für kulturelle Exzellenz.

## Repertoire

### Oper
- Wolfgang Amadeus Mozart – Die Zauberflöte, zweite und dritte Dame; Le nozze di Figaro, Marcellina.
- Gioachino Rossini – La Cenerentola, Angelina; Il Barbiere di Siviglia, Berta.
- Giuseppe Verdi – Aida, Amneris, Nabucco, Fenena; La forza del destino, Preziosilla – in Vorbereitung, Rigoletto, Maddalena; Otello, Emilia; Falstaff, Mrs. Quickly – in Vorbereitung; Don Carlo, Eboli – in Vorbereitung; Il trovatore, Azucena – in Vorbereitung; La traviata, Flora Bervoix; Un ballo in maschera, Ulrica.
- Gaetano Donizetti – La fille du régiment
- Gaetano Donizetti – Roberto Devereux, Sara – in Vorbereitung.
- Giacomo Puccini – Madama Butterfly, Suzuki; Suor Angelica, Zia Principessa.
- Pietro Mascagni – Cavalleria rusticana, Lola und Lucia.
- Georges Bizet – Carmen, Carmen.
- Pjotr Iljitsch Tschaikowski – Eugen Onegin, Olga, Larina und Filipijewna; Pique Dame, Polina, die Gräfin und die Gouvernante.
- Vincenzo Bellini – Norma, Adalgisa; La sonnambula, Terresa.
- Jules Massenet – Werther, Charlotte – in Vorbereitung; Manon, Rousette.
- Charles Gounod – Faust, Marthe Schwertleine; Romeo et Juliette, Gertrude.
- Modest Mussorgski – Boris Godunow, Eine Schenkwirtin.
- Richard Wagner – Die Walküre, Waltraute; Götterdämmerung, Erste Norn und Floßhilde; Der fliegende Holländer, Mary.
- Richard Strauss – Arabella, Die Kartenaufschlägerin; Elektra, Die zweite Magd.
- Maurice Ravel – L’enfant et les sortilèges, Maman, La tasse chinoise und La libellule.
- Béla Bartók – Herzog Blaubarts Burg
- George Enescu – Œdipe, Jocasta und Sfinx.
- Erich Wolfgang Korngold – Die tote Stadt, Brigitta.
- Johann Strauss (Sohn) – Die Fledermaus, Orlovsky.
- Mikis Theodorakis – Elektra, Clythemenestra.
- Leoš Janáček – Jenufa – Die alte Burija

### Oratorien
- Giovanni Battista Pergolesi – Stabat Mater
- Antonio Vivaldi – Gloria
- Johann Sebastian Bach – Magnificat, Johannes Passion, Hohe Messe in h-Moll, Weihnachtsoratorium
- Georg Friedrich Händel – Messiah, Israel in Egypt
- Joseph Haydn – Missa in tempori belli, Nelson Messe
- Johann Michael Haydn – Missa Trinitatis
- Wolfgang Amadeus Mozart – Krönungsmesse, Requiem
- Ludwig van Beethoven – Missa solemnis, Simfonia a IX-a
- Carl Ditters von Dittersdorf – Missa Solemnis Ex C
- Robert Schumann – Das Paradies und die Peri
- Johannes Brahms – Die Rhapsodie für eine Altstimme, Männerchor und Orchester op. 53
- Gioachino Rossini – Stabat Mater, Petite Messe Sollenelle
- Felix Mendelssohn Bartholdy – Elias, Paulus
- Giuseppe Verdi – Requiem
- Antonín Dvořák – Misa în C, Stabat Mater, Requiem
- Sergei Sergejewitsch Prokofjew – ”Nevski” Kantate
- Gustav Mahler – 2. Sinfonie, 3. Sinfonie, 8. Sinfonie, Kindertotenlieder, Das Lied von der Erde, Das Knaben Wunderhorn
- Hector Berlioz – La damnation de Faust
- Anton Bruckner – F Moll Messe

### Lied
- George Enescu – 7 Chansons de Clément Marot, for voice and piano, Op.15
- Tiberiu Brediceanu – Cântece
- Frédéric Chopin – Pieśni i piosenki: na głos z fortepianem
- Johannes Brahms – Zwei Gesänge für eine Altstimme, Viola und Klavier, Op. 91
- Antonín Dvořák – Biblicke pisne, Op. 99
- Manuel de Falla – 7 Canciones populares Españolas
- Gustav Mahler – Das Lied von der Erde
- Gustav Mahler – Lieder eines fahrenden Gesellen
- Richard Wagner – Wesendonck Lieder

## Bühnenauftritte

### Wiener Staatsoper
- Giacomo Puccini – Madama Butterfly
- Richard Wagner – Die Walküre – premiere
- Pjotr Iljitsch Tschaikowski – Pique Dame – premiere
- Richard Strauss – Der Rosenkavalier
- Modest Mussorgski – Boris Godunow
- Vincenzo Bellini – La sonnambula
- Gaetano Donizetti – La fille du régiment
- Gioachino Rossini – Il barbiere di Siviglia
- Pjotr Iljitsch Tschaikowski – Eugen Onegin – premiere
- Pietro Mascagni – Cavalleria rusticana
- Richard Wagner – Der fliegende Holländer
- Richard Wagner – Götterdämmerung
- Giuseppe Verdi – La traviata

### Wiener Volksoper
- Richard Wagner/Loriot – Wagners Ring an einem Abend

### Wiener Musikverein
- Ludwig van Beethoven – 9. Sinfonie

### Internationales Festival George Enescu, Bukarest
- Wolfgang Amadeus Mozart – Krönungsmesse (2001)
- George Enescu – Œdipe, Jocasta (2003)
- Ludwig van Beethoven – 9. Sinfonie (2005)

### Carré Theater, Amsterdam
- Georges Bizet – Carmen, Carmen
- J. Strauss – Die Fledermaus, Orlovski

### Concertgebouw, Amsterdam
- Georg Friedrich Händel – Messiah
- Giuseppe Verdi – Requiem

### Esplanade, Singapore
- Wolfgang Amadeus Mozart – Le nozze di Figaro, Marcellina

### Nationaloper Bukarest
- Georges Bizet – Carmen, Carmen
- Giuseppe Verdi – Aida, Amneris; Requiem
- George Enescu – Œdipe, Jocasta, premiere

### Nationaloper Timișoara
- Giuseppe Verdi – Aida, Amneris; Rigoletto, Maddalena, premiere; Otello, Emilia, premiere.
- Giacomo Puccini – Madama Butterfly, Suzuki
- Georges Bizet – Carmen, Carmen

### Nationaloper Cluj-Napoca
- Georges Bizet – Carmen, Carmen

### Andere Bühnenauftritte, Vorstellungen weltweit
Italien – Rom, Mailand, Deutschland – München, Hamburg, Stuttgart, Mannheim, Darmstadt, Düsseldorf, Heidelberg, Heilbronn, Spanien – Barcelona, Madrid, Toledo, Cuenca, Frankreich – Paris, Orleans, Polen – Warschau, Radom, Bulgarien – Sofia, Russe, Slowenien – Maribor, Ljiubiana, Niederlande – Den Haag, Rotterdam, Amsterdam, Zypern – Nicosia, Limassol, Asien – Shanghai, Singapore, Taipei, Seul, Tokyo

## Zusammenarbeit

### Zusammenarbeit mit folgenden Dirigenten
Zubin Mehta, Seiji Ozawa, Donald Runnicles, Franz Welser-Möst, Peter Schneider, Yves Abel, Pier Giorgio Morandi, Bertrand de Billy, Stefan Soltesz, Ulf Schirmer, Ernst Märzendorfer, Sebastian Weigle, Paul Nadler, Cristian Mandeal, Horia Andreescu etc.

### Zusammenarbeit mit folgenden Solisten
Anna Netrebko, Dolora Zajick, Waltraud Meier, Anja Silja, Nina Stemme, Tamar Iveri, Micaela Carosi, Patrizia Ciofi, Johan Botha, Jose Cura, Roberto Alagna, Neil Shicoff, Leo Nucci, Ferruccio Furlanetto, Samuel Ramey, Ramón Vargas, Simon Keenlyside, Bo Skovhus, Juha Uusitalo, Corneliu Murgu etc.

## Diskografie
- Richard Wagner – Der Ring des Nibelungen (Waltraute), Deutsche Grammophon